# Sully (Oise)
Sully – miejscowość i gmina we Francji, w regionie Hauts-de-France, w departamencie Oise.
Według danych na rok 1990 gminę zamieszkiwało 125 osób, a gęstość zaludnienia wynosiła 26 osób/km² (wśród 2293 gmin Pikardii Sully plasuje się na 872. miejscu pod względem liczby ludności, natomiast pod względem powierzchni na miejscu 893.).